# Vila Flores
Vila Flores is een gemeente in de Braziliaanse deelstaat Rio Grande do Sul. De gemeente telt 3.305 inwoners (schatting 2009).

## Aangrenzende gemeenten
De gemeente grenst aan Antônio Prado, Fagundes Varela, Nova Prata, Protásio Alves en Veranópolis.

## Verkeer en vervoer
De plaats ligt aan de wegen BR-470, RS-355 en RS-437.